# Ctenitis pallatangana
Ctenitis pallatangana là một loài thực vật có mạch trong họ Dryopteridaceae. Loài này được (Hook.) Ching miêu tả khoa học đầu tiên năm 1940.